# Cromwell (Indiana)
Pour les articles homonymes, voir Cromwell.
Cromwell est une municipalité américaine située dans le comté de Noble en Indiana.
Lors du recensement de 2010, sa population est de 512 habitants. La municipalité s'étend sur 0,30 mille carré (0,78 km2).
Cromwell est fondée en 1853 par Harrison Wood, autour de la propriété d'Abel Mullen qui devient le premier receveur des postes du bourg.